# توماس أجيبونج
توماس أجيبونج (بالإنجليزية: Thomas Agyepong)‏ (10 أكتوبر 1995 بأكرا في غانا - ) هو لاعب كرة قدم غاني في مركز الهجوم. شارك مع منتخب غانا لكرة القدم. أما مع النوادي، فقد لعب مع تفينتي أنشخيدة ومانشستر سيتي وناك بريدا.

## مسيرته الكروية
لعب طوماس أجيبونج خلال مسيرته الاحترافية مع 5 أندية في ستة مواسم وسجل خلالها 4 أهداف ضمن 76 مباراة. ولم يفز بأي موسم بالكأس أو بالدوري.
خاض طوماس أجيبونج مسيرته مع نادي تفينتي أنشخيدة في موسم 2015–16 لمدة موسم واحد، مشاركًا في 14 مباراة سجل خلالها هدفًا واحدًا. ثم انتقل إلى نادي ناك بريدا في موسم 2016–17 ولمدة موسمين، حيث شارك في 39 مباراة سجل خلالها هدفين. لينتقل بعدها إلى نادي هيبرنيان في موسم 2018–19 لمدة موسم واحد، مشاركًا في 9 مباريات سجل خلالها هدفًا واحدًا. ثم انتقل إلى نادي فاسلاند بيفيرين في موسم 2019–20 لمدة موسم واحد، مشاركًا في 14 مباراة ولم يسجل أي هدف.

## وصلات خارجية
- توماس أجيبونج على موقع قاعدة بيانات كرة القدم.إي يو (الإنجليزية)
- توماس أجيبونج على موقع ناشيونال فوتبول تيمز (الإنجليزية)
- توماس أجيبونج على موقع Soccerbase.com (لاعب) (الإنجليزية)
- توماس أجيبونج على موقع Soccerway.com (الإنجليزية)
- توماس أجيبونج على موقع عالم كرة القدم.نت (الإنجليزية)